# Rathaus Oschersleben

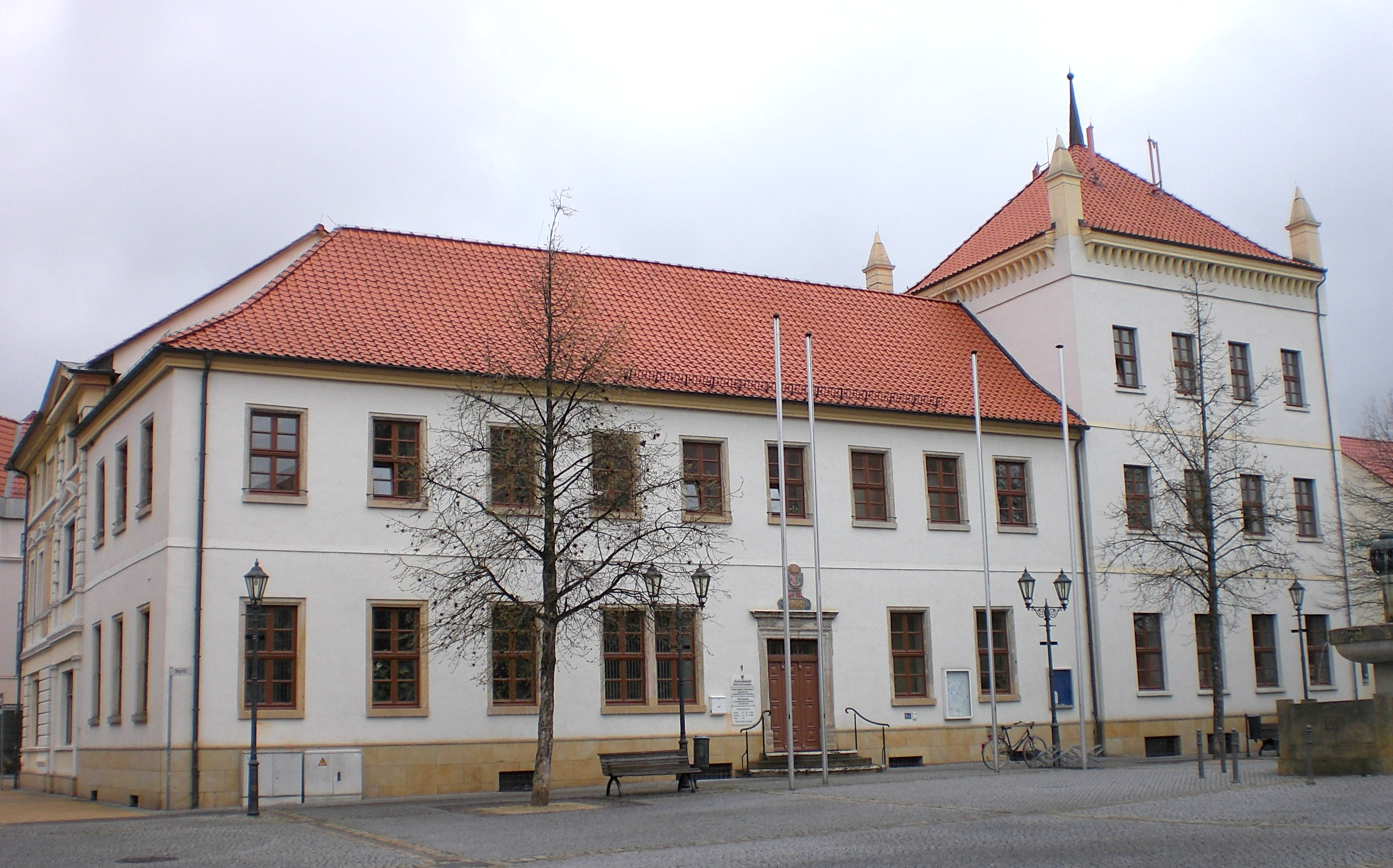
Rathaus Oschersleben – Südseite

Das Rathaus Oschersleben ist das Rathaus der Stadt Oschersleben (Bode).
Das Rathaus befindet sich auf der Nordseite des Marktes im Zentrum der Stadt. An der Marktsüdseite befindet sich die evangelische Kirche St. Nicolai.
Das Gebäude ist im Stil des Barock errichtet, jedoch ohne den üblichen barocken Fassadenschmuck. An der Südseite des zweigeschossigen Gebäudes befindet sich ein schlicht gehaltenes Barockportal. Nach einer am Gebäudeinschrift erfolgte der Bau im Jahr 1671. Bereits 1691 musste das Rathaus nach einem Brand wieder aufgebaut werden. Im Jahr 1836 wurde an der östlichen Seite ein historisierender dreigeschossiger Gebäudeteil als Erweiterung angebaut.